# Сенной базар (Киев)
Сенной базар (укр. Сінний ринок) — бывший торговый комплекс в Киеве

## История
Здание было построено в 1949—1958 годах по проекту архитекторов С. Д. Фридлина и В. Я. Кучера.
10 марта 2005 года здание закрыли на реставрацию, а затем и снесли.

## Характеристика
Площадь торгового зала составляла 9 тысяч м²; он был рассчитан на 1200 торговых мест. По периметру второго этажа располагался балкон, с которого вела лестница на торцах торгового зала. Ажурная конструкция сводчатого покрытия была сделана из стеклоблоков.
Рынок располагался по адресу: улица Воровского, 17.

Нынешний вид
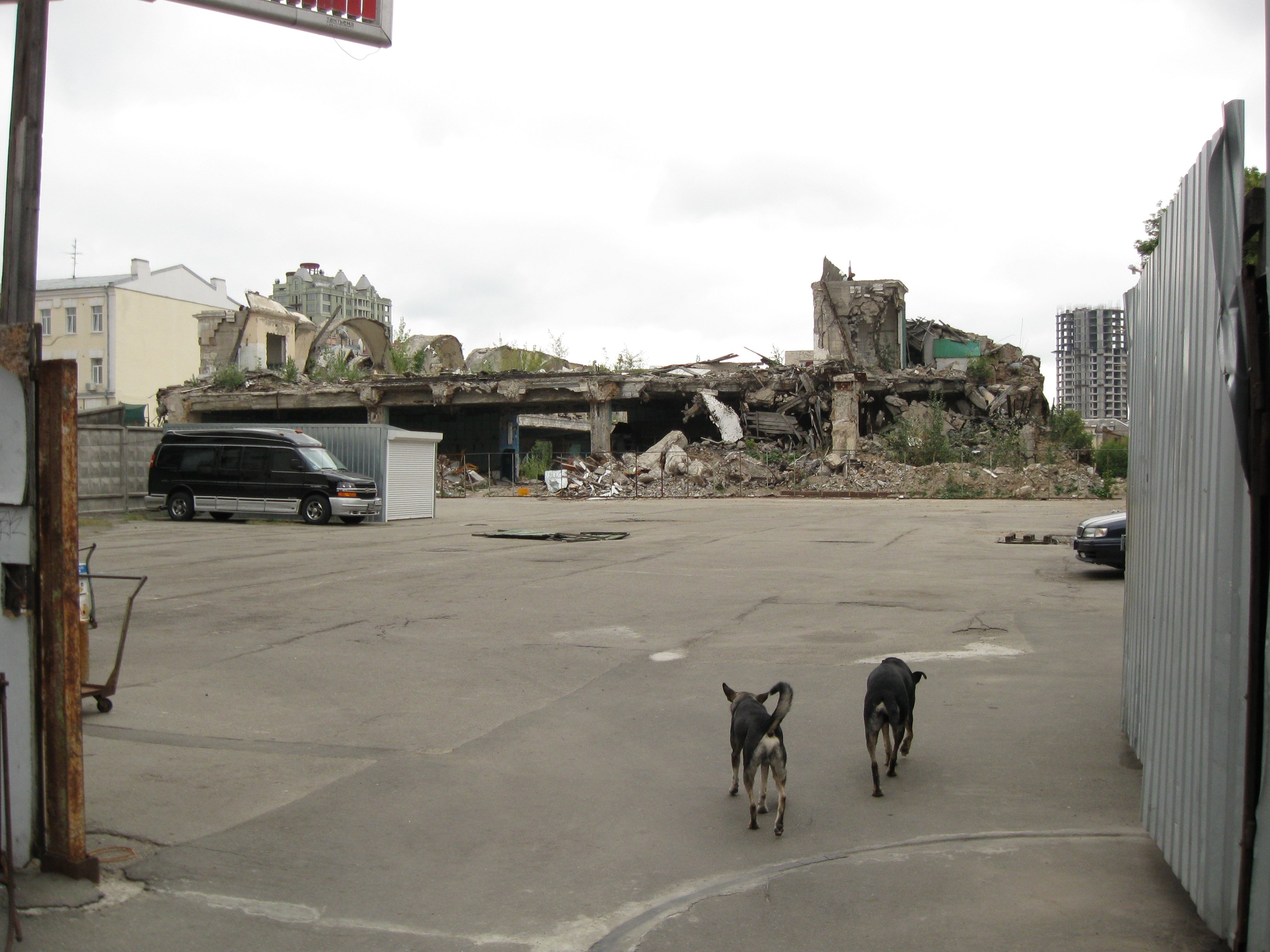
Вид с ул. Бульварно-Кудрявской
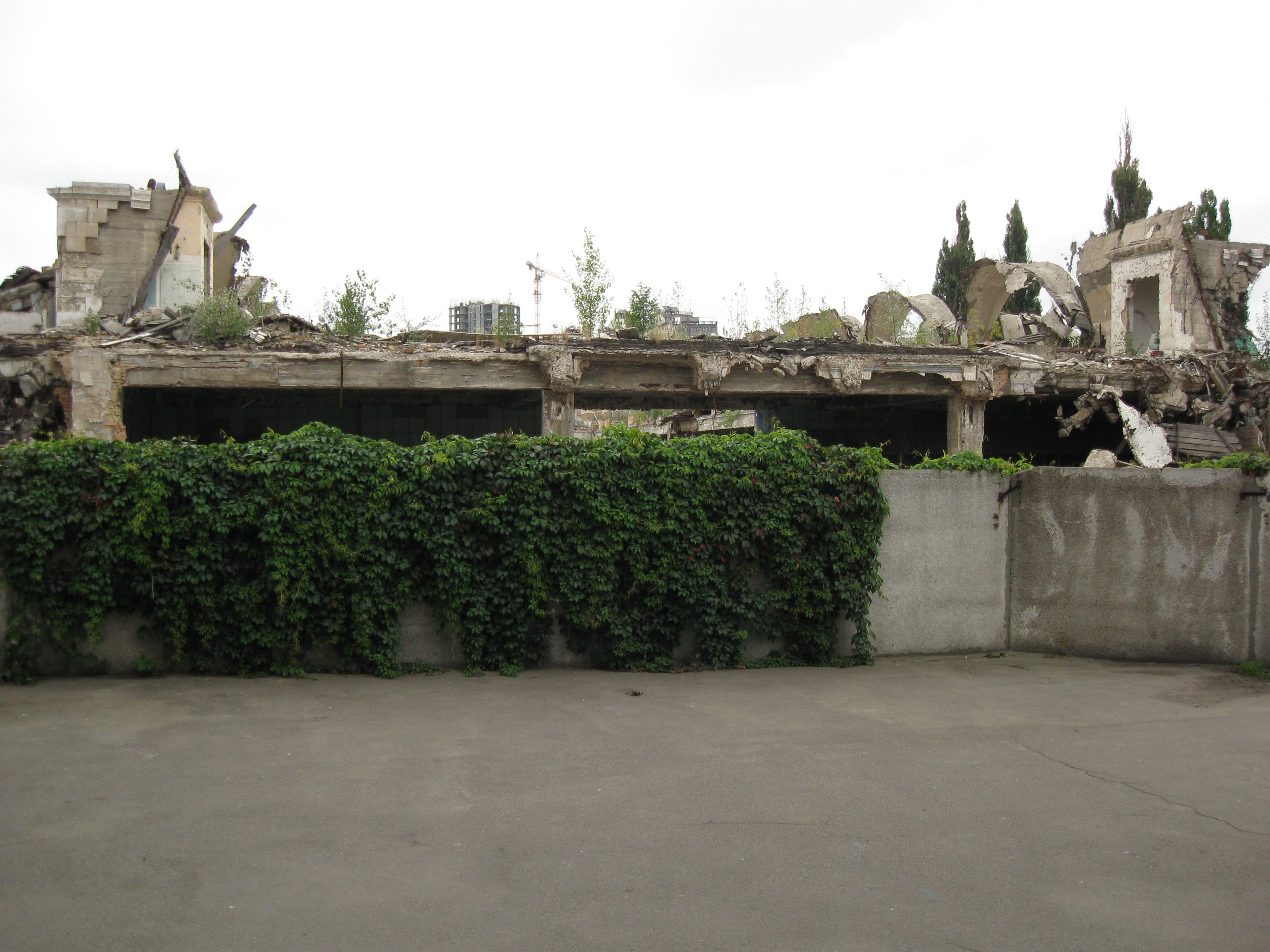
Вид с соседнего двора
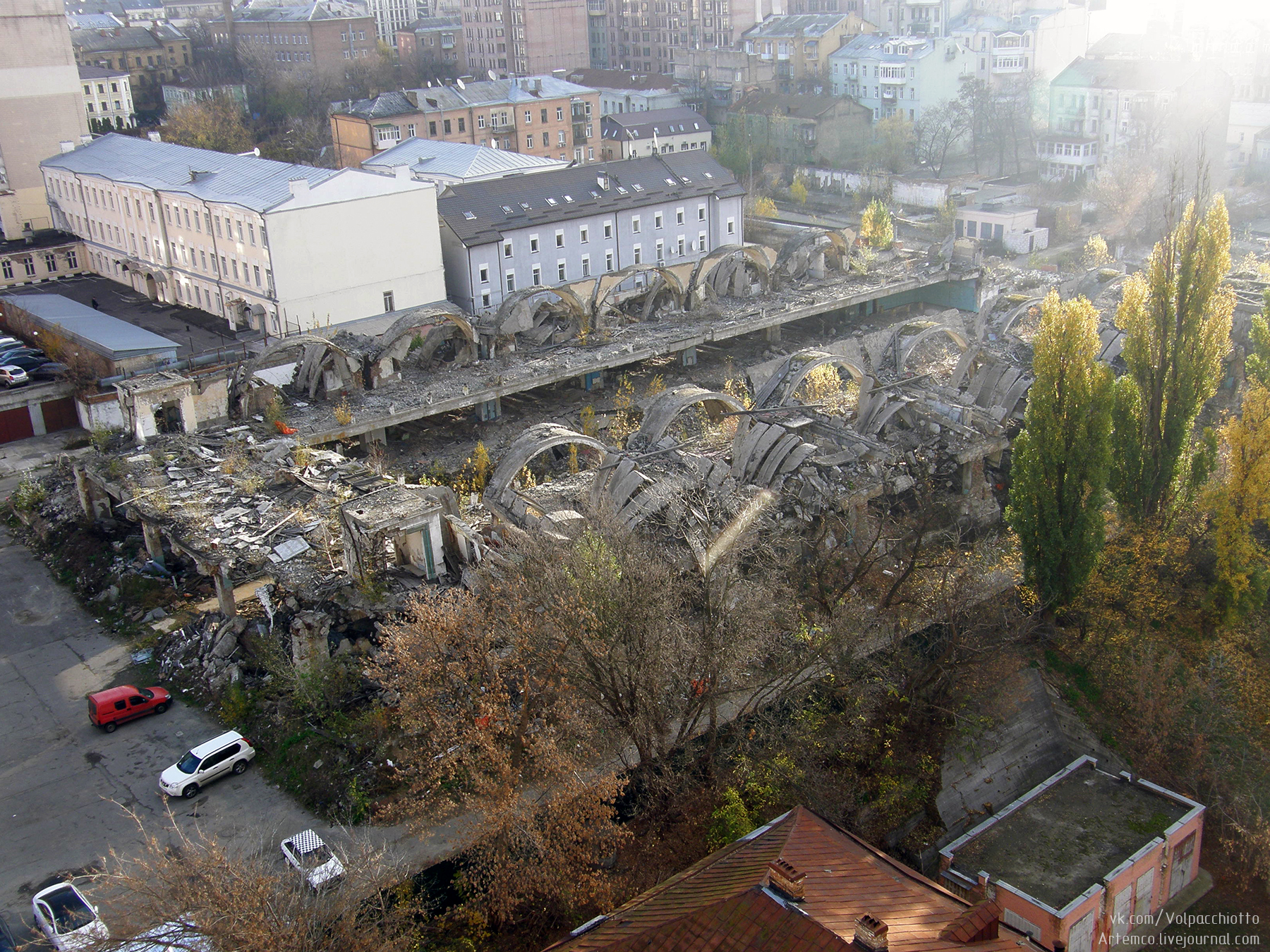
Руины